# Assasinerne
Assasinerne var en yderligtgående shiitisk sekt i det gamle Persien, som blev stiftet i 1090 af Hassan-i Sabbah og endte i 1270 efter mongolernes hærgen. Levnet efter assasinerne er trosretningen nizari ismailisme inden for islam.

## Etymologi
Navnet "assassin" er en forvrængning af det arabiske ord for en hash-bruger, "hashshashin" eller "hashishi". Navnet er opstået som en nedgørende betegnelse blandt datidens arabere, da brug af hash var ilde set, men disse arabiske ord er dog beslægtede med begreberne "asasiyyun" og "asasiyyeen", som betyder "principfaste personer". Marco Polo hjalp med til at sprede navnet og begrebet til Europa i den tidlige middelalder.

## Historie
Sektens leder boede på bjergfæstningen Alamut (Ørnereden) (oprindeligt kaldet "khalaat ul mut" som betyder "dødsslottet") i Alborz bjergene i det nuværende Iran. 
Sekten fremmede sine religiøst-politiske mål ved brug af missionærer, og nogle gange snigmord (heraf assassin for morder på fransk og tilsvarende på andre sprog). De blev med tiden kendt som én af historiens dygtigste terroristgrupper, og de opererede i adskillige lande, dog hovedsageligt i datidens Persien og Syrien. 
Korsfarerne kaldte lederen i Syrien for Den Gamle på Bjerget. Sektens centrum lå dog i Persien med borgen Alamut som den væsentligste.
Mongolerne og mamelukkerne kuede sekten i løbet af 13. århundrede, men der findes endnu rester af den i en lang række lande. Nutidens sekt afviger dog stærkt fra datidens Assasinere.[kilde mangler]